# HYLAS 4
O HYLAS 4 é um satélite de comunicação geoestacionário britânico que foi construído pela Orbital Sciences Corporation (OSC). Ele está localizado na posição orbital de 133,5 graus de longitude oeste e é operado pela Avanti Communications. O satélite foi baseado na plataforma GEOStar-3 e sua expectativa de vida útil é de 15 anos.

## História
A Orbital Sciences Corporation anunciou em agosto de 2014, que a Avanti Communications Group plc. concedeu à empresa um contrato para a construção do satélite de comunicações HYLAS 4 para prestar serviços de banda larga.

## Lançamento
O satélite foi lançado com sucesso ao espaço no dia 5 de abril de 2018, às 21:34 UTC, por meio de um veículo Ariane 5 ECA a partir do Centro Espacial de Kourou, na Guiana Francesa, juntamente com o satélite Superbird B3. Ele tinha uma massa de lançamento de 4050 quilogramas.

## Capacidade e cobertura
O HYLAS 4 está equipado com 66 vigas de banda Ka para fornecer serviços de comunicações via satélite para a África e a Europa.